# مارکوس آرزومانیان
مارکوس تیگرانی آرزومانیان (ارمنی: Մարկոս Տիգրանի Արզումանյան؛ زاده ۱۵ سپتامبر ۱۹۱۲ - درگذشته ۲۵ اکتبر ۱۹۹۱) نقاش اهل ارمنستان بود.

## زندگی‌نامه
وی در ۱۵ سپتامبر ۱۹۱۲ در استان ایغدیر در به دنیا آمد و از کالج دولتی هنرهای زیبای پانوس ترلمزیان فارغ‌التحصیل گشت. وی همچنین برنده جوایزی همچون چهره هنری شایسته ارمنستان شوروی و نقاش شایسته ارمنستان شوروی شد. وی در ۲۵ اکتبر ۱۹۹۱  در سن ۷۹ سالگی در ایروان درگذشت.